# Либерийский доллар
Либери́йский до́ллар — денежная единица государства Либерия. В обращении находятся монеты: 5, 10, 25, 50 центов, 1 доллар; банкноты: 5, 10, 20, 50, 100 и 500 долларов.

## История
В колониальный период в обращении использовался доллар США, периодически выпускались местные бумажные денежные знаки (колониального агента в Монровии и др).
В 1847 году, после провозглашения независимости, начата чеканка собственных монет, а в 1857 году — банкнот казначейства. Доллар США продолжал использоваться в обращении. В 1880 году прекращён выпуск банкнот, а в 1906 году — монет.

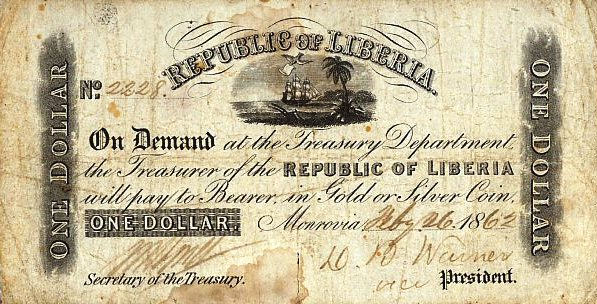
Банкнота казначейства Либерии в 1 доллар 1862 года

В 1907 году статус законного платёжного средства получили фунт стерлингов и западноафриканский фунт. 3 ноября 1942 года доллар США вновь получил статус законного платёжного средства.
1 января 1944 года введён либерийский доллар, приравненный к доллару США. В том же году фунт стерлингов и западноафриканский фунт утратили силу законного платёжного средства. Чеканка монет в центах была возобновлена уже в 1937 году. Либерийский доллар выпускался казначейством только в виде монет. Функции центрального банка выполнял Банк Монровии. В 1961 году возобновлена чеканка монет в долларах.
В 1974 году создан Национальный банк Либерии, начавший операции в июле того же года. В 1991 году банк начал выпуск банкнот.
В период гражданской войны 1989—1996 годов фактически существовало две зоны денежного обращения: контролируемая правительством и повстанцами. Повстанцы использовали денежные знаки, выпущенные до начала войны; в зонах, контролируемых правительством, использовались также выпускаемые им новые банкноты. Доллар США использовался в обеих зонах. До 1997 года сохранялся официальный паритет либерийского доллара и доллара США.
18 октября 1999 года основан новый центральный банк — Центральный банк Либерии, начавший операции и выпуск банкнот в 2000 году. Доллар США по-прежнему является законным платёжным средством.

## Банкноты
В обороте находятся банкноты номиналом 1, 5, 10, 20, 50 и 100 долларов 1999—2011 годов выпуска.
20 января 2017 года в обращение были введены банкноты новой серии с теми же сюжетными композициями, но изменённым дизайном, к банкнотному ряду добавился номинал 500 долларов.
| Серия 1999—2016 годов | Серия 1999—2016 годов | Серия 1999—2016 годов | Серия 1999—2016 годов | Серия 1999—2016 годов                         | Серия 1999—2016 годов                         | Серия 1999—2016 годов                    |
| Изображение           | Номинал, доллары      | Размеры (мм)          | Основные цвета        | Описание                                      | Описание                                      | Годы печати                              |
| Изображение           | Номинал, доллары      | Размеры (мм)          | Основные цвета        | Лицевая сторона                               | Оборотная сторона                             | Годы печати                              |
| --------------------- | --------------------- | --------------------- | --------------------- | --------------------------------------------- | --------------------------------------------- | ---------------------------------------- |
|                       | 5                     | 156×67                | красный               | Портрет президента Эдварда Джеймса Роя        | женщина, собирающая рис                       | 1999 2003 — 2004, 2006 2008 — 2009, 2011 |
|                       | 10                    | 156×67                | синий оранжевый       | Портрет президента Джозефа Дженкинса Робертса | мужчина, собирающий сок гевеи                 | 1999 2003 — 2004, 2006 2008 — 2009, 2011 |
|                       | 20                    | 156×67                | коричневый оливковый  | Портрет президента Уильяма Табмена            | базар                                         | 1999 2003 — 2004, 2006 2008 — 2009, 2011 |
|                       | 50                    | 156×67                | фиолетовый красный    | Портрет президента Сэмюела Доу                | мужчина, собирающий плоды тропического дерева | 1999 2003 — 2004, 2006 2008 — 2009, 2011 |
|                       | 100                   | 156×67                | зелёный               | Портрет президента Уильяма Ричарда Толберта   | женщина с ребёнком                            | 1999 2003 — 2004, 2006 2008 — 2009, 2011 |

| Серия 2016  | Серия 2016  | Серия 2016       | Серия 2016 | Серия 2016                                    | Серия 2016                          | Серия 2016     | Серия 2016      |
| Изображения | Изображения | Номинал, доллара | Цвет фона  | Описание                                      | Описание                            | Описание       | Год печати      |
| Аверс       | Реверс      | Номинал, доллара | Цвет фона  | Аверс                                         | Реверс                              | Водяной знак   | Год печати      |
| ----------- | ----------- | ---------------- | ---------- | --------------------------------------------- | ----------------------------------- | -------------- | --------------- |
|             |             | 5                | Фиолетовый | Портрет президента Эдварда Джеймса Роя        | Женщина, собирающая рис             | Печать Либерии | 2016—2017       |
|             |             | 10               | Синий      | Портрет президента Джозефа Дженкинса Робертса | Каучуковое дерево                   | Печать Либерии | 2016—2017       |
|             |             | 20               | Коричневый | Портрет президента Уильяма Табмена            | Молодые люди на дороге со скутерами | Печать Либерии | 2016—2017       |
|             |             | 50               | Красный    | Портрет президента Сэмюела Доу                | Рабочий на пальмовой плантации      | Печать Либерии | 2016—2017       |
|             |             | 100              | Зеленый    | Портрет президента Уильяма Ричарда Толберта   | Торговка и ее ребенок               | Печать Либерии | 2016—2017       |
| [ 8 ]       | [ 8 ]       | 500              | Фиолетовый | Мужчины и женщины                             | Гиппопотам со своим детёнышем       | Печать Либерии | 2016—2017, 2020 |